# Eurolaul
L’Eurolaul (littéralement “Euro-chanson”) est un télé-crochet estonien organisé par ETV et utilisé pour désigner le représentant estonien au Concours Eurovision de la chanson entre 1993 et 2008. Il est remplacé depuis 2009 par l'Eesti Laul.

## 1993
L’Eurolaul 1993, présenté par Mart Sander, s’est déroulé dans les studios d’ETV le 19 février 1993.
Le candidat estonien a été sélectionné par un jury, mais le public avait la possibilité de donner son opinion par un vote téléphonique. Son choix s’est porté sur "Lootu".
|    | chanson                     | points | place |
| -- | --------------------------- | ------ | ----- |
| 1. | Lootu                       | 135    | 4e    |
| 2. | Ma sulle ütlen              | 129    | 6e    |
| 3. | Jää ketkeks                 | 111    | 7e    |
| 4. | Unelaul                     | 133    | 5e    |
| 5. | Muretut meelt ja südametuld | 193    | 1er   |
| 6. | Laulumaa                    | 100    | 8e    |
| 7. | Aeg on laul                 | 140    | 3e    |
| 8. | Tuhast tõuseb päev          | 180    | 2e    |

Muretut meelt ja südametuld, interprétée par Janika Sillamaa, n’a pas franchi la sélection préliminaire qui s’est déroulée à Ljubljana (Slovénie) le 3 avril 1993 en finissant 5e avec 47 points.

## 1994
L’Eurolaul 1994, présenté par Reet Linna et Guido Kangur, s’est déroulé au Linnahall (Tallinn) le 26 février 1994.
Le candidat estonien a été sélectionné par un jury, mais le public avait la possibilité de donner son opinion par un vote téléphonique. Son choix s’est porté sur  Kallim kullast.
|     | interprète                                  | chanson        | points | place |
| --- | ------------------------------------------- | -------------- | ------ | ----- |
| 1.  | Evelin Samuel                               | Unelind        | 73     | 6e    |
| 2.  | Ivo Linna                                   | Elavad Pildid  | 112    | 3e    |
| 3.  | Airi Allvee                                 | Hingemaa       | 72     | 7e    |
| 4.  | Hedvig Hanson et Pearu Paulus               | Kallim kullast | 147    | 2e    |
| 5.  | Kadi-Signe Selde                            | Miraaz         | 56     | 9e    |
| 6.  | Pearu Paulus                                | Päikese lapsed | 101    | 4e    |
| 7.  | Evelin Samuel                               | Soovide puu    | 69     | 8e    |
| 8.  | Henri Laks                                  | Lähedus        | 54     | 10e   |
| 9.  | Silvi Vrait                                 | Nagu merelaine | 158    | 1er   |
| 10. | Tõnis Kiis, Anneli Tõevere et Evelin Samuel | Ime            | 86     | 5e    |

Nagu merelaine s’est classé 24e lors du Concours Eurovision de la chanson 1994 avec seulement 2 points, ce qui a entraîné la relégation de l’Estonie l’année suivante.

## 1996
L’Eurolaul 1996, présenté par Marko Reikop et Karmel Eikner, s’est déroulé au Linnahall (Tallinn) le 27 janvier 1996.
Le candidat estonien a été sélectionné par un jury international, mais le public avait la possibilité de donner son opinion par un vote téléphonique. Son choix s’est porté sur  Meeletu algus.
|     | interprète                                                  | chanson                    | points | place |
| --- | ----------------------------------------------------------- | -------------------------- | ------ | ----- |
| 1.  | Evelin Samuel et Toomas Rull                                | Kaheksa näoga kuu          | 54     | 5e    |
| 2.  | Kadri Hunt                                                  | Me rõõm ei kao             | 62     | 2e    |
| 3.  | Üllar Meriste                                               | Iialgi veel                | 37     | 13e   |
| 4.  | Hedvig Hanson et Pearu Paulus                               | Meeletu algus              | 50     | 7e    |
| 5.  | Urmas Podnek                                                | Vaba kui tuul              | 41     | 10e   |
| 6.  | Evelin Samuel, Karl Madis, Maarja-Liis Ilus et Pearu Paulus | Kummalisel teel            | 51     | 6e    |
| 7.  | Ivo Linna et Kadi-Signe Selde                               | Lihtne viis                | 40     | 12e   |
| 8.  | Reet Kromel et Arne Lauri                                   | Laule ja palveid täis päev | 50     | 7e    |
| 9.  | Tõnis Mägi                                                  | Ballaad                    | 57     | 3e    |
| 10. | Kirile Loo                                                  | Maatütre tants             | 56     | 4e    |
| 11. | Sirije Medell                                               | Elust enesest              | 48     | 9e    |
| 12. | Maarja-Liis Ilus et Ivo Linna                               | Kaelakee hääl              | 62     | 1er   |
| 13. | Tõnis Mägi                                                  | Estimaa euromehe laul      | 41     | 10e   |

Kaelakee hääl a franchi l’étape de la sélection préliminaire en se classant 5e, puis a atteint la 5e place avec 94 points, lors du Concours Eurovision de la chanson 1996.

## 1997
L’Eurolaul 1997, présenté par Marko Reikop et Anu Välba, s’est déroulé au Linnahall (Tallinn) le 15 février 1997.
Le candidat estonien a été sélectionné par un jury international, mais le public avait la possibilité de donner son opinion par un vote téléphonique. Son choix s’est porté sur  Aeg.
|    | interprète                                 | chanson              | points | place |
| -- | ------------------------------------------ | -------------------- | ------ | ----- |
| 1. | Maarja                                     | Keelatud maa         | 72     | 1er   |
| 2. | Hanna-Liina Võsa et Pearu Paulus           | Liiga noor et armuda | 38     | 3e    |
| 3. | Tanya                                      | Homme                | 29     | 8e    |
| 4. | Code One                                   | Tantsupalavik        | 38     | 3e    |
| 5. | Hanna Pruuli                               | Üksik hing           | 40     | 2e    |
| 6. | Pearu Paulus                               | Meeletu soov         | 32     | 5e    |
| 7. | Maarja, Hanna-Liina Võsa et Anne Värvimann | Aeg                  | 31     | 7e    |
| 8. | Kate                                       | Perpetuum mobile     | 50     | 5e    |

Keelatud maa se classe 8e du Concours Eurovision de la chanson 1997 avec 82 points.

## 1998
L’Eurolaul 1998, présenté par Marko Reikop et Anu Välba, s’est déroulé dans les studios d’ETV le 24 janvier 1998.
Cette année-là, les voix du jury international chargé de sélectionner le candidat estonien, et le choix du public qui pouvait voter par téléphone, se sont portés sur Mere lapsed.
|     | interprète                  | chanson                   | points | place |
| --- | --------------------------- | ------------------------- | ------ | ----- |
| 1.  | Koit Toome                  | Mere lapsed               | 97     | 1er   |
| 2.  | Kaire Vilgats et Lauri Liiv | Kristallid                | 47     | 8e    |
| 3.  | Kate                        | Tulepuuhuulte luule       | 79     | 3e    |
| 4.  | Evelin Samuel               | Unistus igavesest päevast | 94     | 2e    |
| 5.  | Rumal Noorkuu               | Säravad tähed             | 65     | 5e    |
| 6.  | Tõnis Mägi                  | Mõni mägi                 | 36     | 10e   |
| 7.  | Siiri Sisask                | Tagareas                  | 53     | 7e    |
| 8.  | Janika Sillamaa             | Viime valge kuu           | 69     | 4e    |
| 9.  | Mona et Karl Madis          | Maailm kahele             | 42     | 9e    |
| 10. | Evelin Samuel et Ivo Linna  | Andesta                   | 56     | 6e    |

Mere lapsed se classe 12e ex aequo du Concours Eurovision de la chanson 1998 avec 36 points.

## 1999
L’Eurolaul 1999, présenté par Marko Reikop et Romi Erlach, s’est déroulé dans les studios d’ETV le 30 janvier 1999.
Le candidat estonien a été sélectionné par un jury international, mais le public avait la possibilité de donner son opinion par un vote téléphonique. Son choix s’est porté sur  Opera on Fire.
|     | interprète                                             | chanson                   | points | place |
| --- | ------------------------------------------------------ | ------------------------- | ------ | ----- |
| 1.  | Gerli Padar                                            | Aeg kord täidab soovid    | 34     | 10e   |
| 2.  | Erik Meremaa                                           | Day I Lived A Year        | 53     | 7e    |
| 3.  | Kate                                                   | Vee ja soola saaga        | 73     | 2e    |
| 4.  | Hedvig Hanson                                          | If You Could Only Hear Me | 67     | 4e    |
| 5.  | Lauri Liiv                                             | Soolo                     | 58     | 5e    |
| 6.  | Hanna Pruuli et Jakko Maltis                           | Mu hääl                   | 40     | 9e    |
| 7.  | Maiken                                                 | Didn’t I Know             | 72     | 3e    |
| 8.  | Pearu Paulus                                           | Say You Love Me           | 49     | 8e    |
| 9.  | Joel De Luna, Mati Kõrts, Jassi Zakharov et Mait Trink | Opera on Fire             | 54     | 6e    |
| 10. | Evelin Samuel et Camille                               | Diamond of Night          | 80     | 1er   |

Diamond of Night se classe 6e du Concours Eurovision de la chanson 1999 avec 90 points.

## 2000
L’Eurolaul 2000, présenté par Marko Reikop, s’est déroulé dans les studios d’ETV le 5 février 2000.
Cette année-là, les voix du jury international chargé de sélectionner le candidat estonien, et le choix du public qui pouvait voter par téléphone, se sont portés sur Once in A Lifetime.
|     | interprète                  | chanson                | points | place |
| --- | --------------------------- | ---------------------- | ------ | ----- |
| 1.  | Maian Kärmas                | Mõistus ja tunded      | 68     | 4e    |
| 2.  | White Satin                 | Church of Love         | 42     | 9e    |
| 3.  | Ines                        | Kuulatan su ootamist   | 43     | 8e    |
| 4.  | Sarah & Lea                 | Sunshine               | 36     | 10e   |
| 5.  | Maian Kärmas                | One Sweet Moment       | 57     | 5e    |
| 6.  | Hedvig Hanson et Mac McFall | When We’re Flying High | 77     | 2e    |
| 7.  | Siiri Sisask                | Goodnight              | 45     | 6e    |
| 8.  | Kate                        | Veverend               | 45     | 6e    |
| 9.  | Ines                        | Once in A Lifetime     | 98     | 1er   |
| 10. | Evelin Samuel               | Over the Water Blue    | 69     | 3e    |

Once in a Lifetime se classe 4e du Concours Eurovision de la chanson 2000 avec 98 points.

## 2001
L’Eurolaul 2001, présenté par Marko Reikop et Elektra, s’est déroulé dans les studios d’ETV le 3 février 2001.
Cette année-là, les voix du jury international chargé de sélectionner le candidat estonien et le choix du public, qui pouvait voter par téléphone, se sont portés sur Everybody.
|    | interprète                      | chanson                  | points | place |
| -- | ------------------------------- | ------------------------ | ------ | ----- |
| 1. | Soul control                    | Life Is A Beautiful Word | 60     | 5e    |
| 2. | Iris                            | Sounds of the Sea        | 62     | 4e    |
| 3. | Maian Kärmas                    | The Right Way            | 51     | 6e    |
| 4. | Hillar Vimberg                  | Cat Story                | 29     | 8e    |
| 5. | Kadi Toom                       | A Little Chance          | 64     | 3e    |
| 6. | Yvetta Raid                     | Smile                    | 31     | 7e    |
| 7. | Dave Benton, Tanel Padar et 2XL | Everybody                | 77     | 1er   |
| 8. | Liisi Koikson                   | Someday                  | 66     | 2e    |

Grâce à Everybody, l’Estonie remporte le Concours Eurovision de la chanson 2001 avec 198 points. C'est la première fois qu'un pays de l'ancien bloc soviétique remporte la compétition.

## 2002
L’Eurolaul 2002, présenté par Marko Reikop et Karmel Eikner, s’est déroulé au Linnahall (Tallinn) le 26 janvier 2002.
Le candidat estonien a été sélectionné par un jury international, mais le public avait la possibilité de donner son opinion par un vote téléphonique. Son choix s’est porté sur  Another Country Song.
|     | interprète                                | chanson               | points | place |
| --- | ----------------------------------------- | --------------------- | ------ | ----- |
| 1.  | Jaanika                                   | I’m Falling           | 49     | 5e    |
| 2.  | Ivetta Kadakas, Ivo Linna et Veikko Lattu | Computer-love         | 14     | 10e   |
| 3.  | Maarja Kivi                               | A Dream               | 38     | 7e    |
| 4.  | Lea Liitmaa et Jaagup Kreem               | What if I Fell        | 31     | 9e    |
| 5.  | Gerli Padar                               | Need A Little Nothing | 60     | 3e    |
| 6.  | Hatuna et Riina Riistop                   | This Is               | 32     | 8e    |
| 7.  | Maarja Tõkke                              | I’ll Never Forget     | 51     | 4e    |
| 8.  | Nightlight Duo & Cowboys                  | Another Country Song  | 65     | 2e    |
| 9.  | Sahlene                                   | Runaway               | 85     | 1er   |
| 10. | Julia Hillens                             | U Can’t               | 39     | 6e    |

Runaway se classe 3e du Concours Eurovision de la chanson 2002 avec 111 points.

## 2003
L’Eurolaul 2003, présenté par Marko Reikop et Romi Erlach, s’est déroulé dans les studios d’ETV le 8 février 2003.
Le candidat estonien a été sélectionné par un jury international, mais le public avait la possibilité de donner son opinion par un vote téléphonique. Son choix s’est porté sur  Club Kung-Fu.
|     | interprète     | chanson                 | points | place |
| --- | -------------- | ----------------------- | ------ | ----- |
| 1.  | Kadi Toom      | We Are Not Alone        | 58     | 3e    |
| 2.  | Family         | Don’t Ever Change       | 33     | 7e    |
| 3.  | Nightlight Duo | I Can B the 1           | 52     | 4e    |
| 4.  | Kadi Toom      | Have A Little Faith     | 48     | 5e    |
| 5.  | Koit Toome     | Know What I Feel        | 64     | 2e    |
| 6.  | Slobodan River | What A Day              | 33     | 7e    |
| 7.  | Maiken         | No Matter What It Takes | 47     | 6e    |
| 8.  | Vanilla Ninja  | Club Kung-Fu            | 32     | 9e    |
| 9.  | Ruffus         | Eighties Coming Back    | 65     | 1er   |
| 10. | Viies Element  | Have It Your Way        | 32     | 9e    |

Après sa sélection, Claire's Birthday change de nom et devient Ruffus ; c'est sous ce nom que le groupe participe au Concours Eurovision de la chanson 2003.
Eighties Coming Back se classe 21e avec 14 points.
Ce mauvais résultat oblige l’Estonie à participer à la demi-finale, créée l’année suivante.

## 2004
L’Eurolaul 2004, présenté par Marko Reikop et Karmel Eikner, s’est déroulé dans les studios d’ETV le 7 février 2004.
ETV abandonne le principe d’une sélection du candidat par un jury au profit d’une désignation par seul vote téléphonique du public.
|     | interprète             | chanson                  | points | place |
| --- | ---------------------- | ------------------------ | ------ | ----- |
| 1.  | Slobodan River         | Surrounded               | 2080   | 3e    |
| 2.  | Ewert Sundja           | Dance                    | 640    | 7e    |
| 3.  | Zone & Cardinals       | Turn the Tide            | 581    | 8e    |
| 4.  | Charlene               | Whatever You Say         | 785    | 6e    |
| 5.  | Airi Ojamets           | I Wanna Stay             | 393    | 9e    |
| 6.  | Hatuna et Sofia Rubina | Whenever Blue            | 188    | 10e   |
| 7.  | Maarja                 | Homme                    | 1320   | 4e    |
| 8.  | Neiokõsõ               | Tii                      | 8696   | 1er   |
| 9.  | Kerli                  | Beautiful Inside         | 3638   | 2e    |
| 10. | Charizma               | I’ll Give You A Mountain | 1157   | 5e    |

Tii est éliminé dès la demi-finale du Concours Eurovision de la chanson 2004 en se classant 11e avec 57 points.
Ce mauvais résultat oblige l’Estonie à participer à la demi-finale en 2005.

## 2005
L’Eurolaul 2005, présenté par Marko Reikop et Ines, s’est déroulé dans les studios d’ETV le 5 février 2005.
ETV maintient le principe de désignation du candidat estonien par un vote téléphonique du public instauré l'année précédente.
|    | interprète                   | chanson          | points | place |
| -- | ---------------------------- | ---------------- | ------ | ----- |
| 1. | Sobe                         | Look in My Eyes  | 219    | 9e    |
| 2. | Glow                         | Break the Ties   | 393    | 8e    |
| 3. | Airi Ojamets                 | Dream in A Dream | 6337   | 4e    |
| 4. | Deva Deva Dance et Cardinals | 11               | 6946   | 3e    |
| 5. | Glow                         | Dream            | 690    | 7e    |
| 6. | Rebecca                      | Have You Ever    | 4464   | 6e    |
| 7. | Eha                          | Gotta Go         | 5171   | 5e    |
| 8. | Laura                        | Moonwalk         | 9906   | 2e    |
| 9. | Suntribe                     | Let’s Get Loud   | 10 583 | 1er   |

Let’s Get Loud est éliminé dès la demi-finale du Concours Eurovision de la chanson 2005 en se classant 21e avec 31 points.
Ce mauvais résultat oblige l’Estonie à participer à la demi-finale en 2006.

## 2006
L’Eurolaul 2006, présenté par Marko Reikop et Romi Erlach, s’est déroulé dans les studios d’ETV le 4 février 2006.
La désignation du candidat par le public n’ayant pas donné de résultats probants, ETV a choisi de revenir à l’ancien système de sélection par un jury. Le public, qui pouvait voter par téléphone, a préféré Mr. Right.
|     | interprète         | chanson                 | points | place |
| --- | ------------------ | ----------------------- | ------ | ----- |
| 1.  | Carola Szücs       | It Was You              | 56     | 5e    |
| 2.  | Sofia Rubina       | Open Up Your Heart      | 51     | 7e    |
| 3.  | Reverend B ja Crux | Everytime I Tell You    | 30     | 10e   |
| 4.  | Ines               | Iseendale               | 84     | 2e    |
| 5.  | Aphro Tito         | Sweet Separation        | 33     | 9e    |
| 6.  | Sandra Oxenryd     | Through My Window       | 90     | 1er   |
| 7.  | Glow               | Higher                  | 73     | 3e    |
| 8.  | Marilin Kongo      | Be 1st                  | 41     | 8e    |
| 9.  | Noorkuu ja s’Poom  | Friends Will Be Friends | 55     | 6e    |
| 10. | Meribel Müürsepp   | Mr. Right               | 67     | 4e    |

Through My Window est éliminé dès la demi-finale du Concours Eurovision de la chanson 2006 en se classant 18e avec 27 points.
Ce mauvais résultat oblige l’Estonie à participer à la demi-finale en 2007.

## 2007
L’Eurolaul 2007, présenté par Marko Reikop et Maarja-Liis Ilus, s'est déroulé dans les studios d’ETV le 3 février 2007.
ETV a contacté plusieurs artistes estoniens connus et considérés comme de vieux habitués de ce type de compétition :
- Ines, qui a participé au Concours Eurovision de la chanson 2000 et à l’Eurolaul 2006 ;
- Lenna Kuurmaa, chanteuse de Vanilla Ninja, qui avait participé à l’Eurolaul 2003 et participé au Concours Eurovision de la chanson 2005 sous les couleurs de la Suisse ;
- Sven Lõhmus, qui a composé les chansons qui ont concuru en 1996, 1999 et 2005 ; il avait composé Club Kung-Fu pour la participation de Vanilla Ninja à l’Eurolaul 2003 ; il a écrit les paroles et la musique de Sunflowers, qui sera interprété par Laura ;
- Pearu Paulus, Ilmar Laisaar et Alar Kotkas, qui ont composé les chansons qui ont concouru en 2000, 2002 et 2006 ; Pearu Paulus a participé à l’Eurolaul en 1994, 1996, 1997 et 1999 ; ils ont composé One Year from Now, qui sera interprété par Linda ;
- Soul Militia, qui accompagnait (sous le nom 2XL) Dave Benton et Tanel Padar lors de leur victoire au Concours Eurovision de la chanson 2001 ;
- Koit Toome, qui a participé au Concours Eurovision de la chanson 1998 et à l’Eurolaul 2003.

Les chansons ont été diffusées une première fois le 27 février avant la finale du 3 février. Le candidat estonien a été désigné par le public en deux temps : les trois chansons arrivées en tête lors d'un premier vote ont fait l'objet d'un second vote.
La compétition est remportée par Gerli Padar, qui avait participé à l'Eurolaul en 1999 et en 2002
|        | interprète                       | chanson           | phase 1 | phase 1 | phase 2 | phase 2 |
| points | interprète                       | chanson           | place   | points  | place   |         |
| ------ | -------------------------------- | ----------------- | ------- | ------- | ------- | ------- |
| 1.     | Kristjan Kasearu & Paradise Crew | So Much to Say    | 1771    | 7e      |         |         |
| 2.     | Arne Lauri                       | Supreme Nature    | 1543    | 9e      |         |         |
| 3.     | Koit Toome                       | Veidi veel        | 1371    | 10e     |         |         |
| 4.     | Laura                            | Sunflowers        | 8170    | 3e      | 25 896  | 3e      |
| 5.     | Gerli Padar                      | Partners in Crime | 16 759  | 1er     | 56 172  | 1er     |
| 6.     | Vanilla Ninja                    | Birds of Peace    | 7552    | 4e      |         |         |
| 7.     | Linda                            | One Year from Now | 1701    | 8e      |         |         |
| 8.     | Soul Militia                     | My Face           | 4524    | 5e      |         |         |
| 9.     | Ines                             | In Good and Bad   | 2583    | 6e      |         |         |
| 10.    | Hele Kõre et Kristjan Kasearu    | Romeo ja Julia    | 9350    | 2e      | 36 881  | 2e      |

Partners in Crime échoue lors de la demi-finale Concours Eurovision de la chanson 2007 en se classant 22e. L'Estonie devra participer à la demi-finale du Concours Eurovision de la chanson 2008, mais les règles changeront.

## 2008
ETV a contacté plusieurs artistes estoniens connus et considérés comme de vieux habitués de ce type de compétition :
- Kristjan Kasearu & Paradise Crew, qui ont participé à la finale de l'Eurlaul 2007
- Birgit Õigemeel, qui a remporté la saison 2007 du Pop Idol estonien.
- Kreisiraadio, groupe de chanteurs comique populaire en Estonie.

|     | Interprète                       | Chanson             | Points | Place |
| 1.  | Iiris Vesik                      | Ice-cold story      | 16682  | 2     |
| 2.  | Luisa Värk & Traffic             | It's never too late | 866    | 8     |
| 3.  | Rolf Junior                      | One on one          | 2660   | 4     |
| 4.  | SKA Faktor                       | Real big money      | 1444   | 6     |
| 5.  | Kristjan Kasearu & Paradise Crew | Üksinduses          | 1189   | 7     |
| 6.  | Kreisiraadio                     | Leto svet           | 31429  | 1     |
| 7.  | Birgit Õigemeel                  | 365 Days            | 6699   | 3     |
| 8.  | Taavi Peterson                   | Question Man        | 837    | 9     |
| 9.  | Supernova                        | Stefani             | 646    | 10    |
| 10. | Luisa Värk & Margus Vaher        |                     | 2399   | 5     |

L'Estonie a perdu en demi-finale, elle n'eut que 8 points. Après une grosse hésitation, l'Estonie se présenta à l'Eurovision 2009 mais changea de format avec l'Eesti Laul (seuls les Estoniens peuvent voter lors de cette finale nationale).